# Anisophyllea myriosticta
Anisophyllea myriosticta là một loài thực vật có hoa trong họ Anisophylleaceae. Loài này được Floret mô tả khoa học đầu tiên năm 1986.